# XO, Kitty
XO, Kitty (bra: Com Carinho, Kitty; prt: XO, Kitty) é uma série de televisão americana de comédia romântica e dramática criada por Jenny Han para a Netflix, lançada em 18 de maio de 2023. A série é um spin-off da franquia de filmes To All the Boys (baseada na trilogia de livros To All the Boys I've Loved Before, de Han) e marca a primeira série da Netflix derivada de um filme original da plataforma. Han atua como roteirista, produtora executiva e showrunner da série. Anna Cathcart reprisa o papel principal como Kitty Song Covey, uma estudante do ensino médio que embarca em sua própria jornada para encontrar o amor verdadeiro e conhecer melhor o passado de sua mãe. A série recebeu críticas positivas.
Em junho de 2023, a série foi renovada para uma segunda temporada, que estreou em 16 de janeiro de 2025.

## Premissa
Kitty Song Covey, que se considera uma grande conhecedora do amor, se muda para a Coreia do Sul, do outro lado do mundo, com o objetivo de ficar mais perto do seu namorado à distância, Dae. No entanto, ela logo percebe que viver um relacionamento na prática é muito mais complicado, especialmente quando seus próprios sentimentos entram em jogo.

## Elenco e personagens

### Principal
- Anna Cathcart como Katherine "Kitty" Song Covey[14]
- Choi Min-young como Dae-heon "Dae" Kim[14]
- Gia Kim como Yuri Han[14]
- Sang Heon Lee como Min Ho Moon[14]
- Anthony Keyvan como Quincy "Q" Shabazian[15]
- Peter Thurnwald como Professor Alex Finnerty Lee[14]
- Regan Aliyah as Juliana Porter (2ª temporada; convidada na 1ª temporada)[14]
- Philippe Lee como Young Moon (2ª temporada)
- Audrey Huynh como Esther Shim / Stella Cho (2ª temporada)

### Recorrente
- Yunjin Kim como Diretora Ji-na Lim (1ª temporada)[14]
- Michael K. Lee como Professor Daniel Lee[14]
- Jocelyn Shelfo como Madison Miller[14]
- Lee Sung-wook como Sr. Kim[16]
- Théo Augier Bonaventure como Florian (1ª temporada)[17][18]
- Lee Hyung-chul como Sr. Han (1ª temporada)[16]
- Sunny Oh as Mi-hee[19]
- Ryu Han-bi como Eunice Kang[16][20]
- Sasha Bhasin como Praveena Bhakti (2ª temporada)
- Joshua Lee como Jin Lee (2ª temporada)

### Convidado
- John Corbett como Dan Covey (1ª temporada)[16]
- Sarayu Blue como Trina Rothschild (1ª temporada)[16]
- Han Chae-young como Dami (1ª temporada), mãe de Min Ho[21]
- Ok Taec-yeon como Ocean Park (1ª temporada)[21]
- Chaerin do grupo Cherry Bullet como Lulu (1ª temporada)[22]
- Peniel Shin como Joon Ho Moon (2ª temporada)
- Noah Centineo como Peter Kavinsky (2ª temporada)
- Janel Parrish como Margot Song Covey (2ª temporada)

## Episódios

### Resumo
| Temporada | Temporada | Episódios | Episódios | Originalmente exibido |
| --------- | --------- | --------- | --------- | --------------------- |
|           | 1         | 10        | 10        | 18 de maio de 2023    |
|           | 2         | 8         | 8         | 16 de janeiro de 2025 |

### 1.ª Temporada (2023)
| N.º na série | N.º na temp. | Título (no Brasil)        | Dirigido por       | Escrito por                        | Lançamento         |
| --- | ------------ | ------------------------- | ------------------ | ---------------------------------- | ------------------ |
| 1 | 1            | "XO" "Beijos"             | Jennifer Arnold    | Jenny Han & Siobhan Vivian         | 18 de maio de 2023 |
| Kitty Song Covey está em um relacionamento à distância com seu namorado Dae, que mora na Coreia do Sul. Ela recebe uma bolsa integral para estudar na Korean Independent School of Seoul (KISS), onde Dae é aluno e sua mãe também estudou. Querendo estar perto de Dae e se conectar com sua mãe, Kitty convence o pai a deixá-la ir. No aeroporto de Seul, ela perde o ônibus que a levaria até a escola e tenta se virar sozinha usando o transporte público. Kitty é acidentalmente atropelada por um carro na rua, que levava Yuri, uma estudante popular da KISS cuja mãe é a diretora. Yuri oferece uma carona até a escola, e Kitty logo descobre que o motorista é o pai de Dae. Yuri mantém um relacionamento secreto com uma garota chamada Juliana e, para escondê-lo de sua mãe, pede para Dae fingir ser seu namorado em troca de pagar sua mensalidade por um semestre. Kitty chega na festa de boas-vindas da escola e fica animada ao ver Dae, mas sai arrasada quando Yuri revela que Dae é seu namorado. |              |                           |                    |                                    |                    |
| 2 | 2            | "WTF" "O que é isso?"     | Jennifer Arnold    | Siobhan Vivian                     | 18 de maio de 2023 |
| Dae tenta explicar a verdade para Kitty, mas ela se recusa a ouvi-lo. No entanto, devido a um erro da escola, que a confunde com um aluno do sexo masculino, ela descobre que seus colegas de quarto são Dae e seus dois amigos, Q e Min Ho. Kitty se tranca em seu quarto, decidindo ir embora no dia seguinte, arrumando suas coisas e indo a caminho do aeroporto, mas muda de ideia ao encontrar alguns lugares no campus onde sua mãe posou para fotos. O pai de Yuri, um importante empresário, se envolve em um escândalo depois que um vídeo dele tratando mal um funcionário viraliza, especialmente após Yuri postar um meme sobre o ocorrido. A mãe de Yuri propõe uma solução: ela torna público o relacionamento de Yuri e Dae como uma forma de promover a empresa, anunciando que a companhia começará a oferecer bolsas de estudo para alunos de baixa renda durante uma coletiva de imprensa. Percebendo que Dae se recusa a segurar a mão de Yuri durante a coletiva, Kitty começa a suspeitar que o relacionamento deles seja falso. |              |                           |                    |                                    |                    |
| 3 | 3            | "KISS"                    | Jeff Chan          | Alanna Bennett                     | 18 de maio de 2023 |
| No primeiro dia de aula na KISS, Kitty ganha o apelido de "Portland Stalker / Maníaca de Portland". Dae quer contar a Kitty a verdade sobre seu relacionamento com Yuri, mas é obrigado a assinar um contrato de confidencialidade e manter o segredo. Yuri diz a ele que não se importa se Kitty souber que o relacionamento é falso, desde que o motivo por trás dele não seja revelado. Um professor avisa à mãe de Yuri, a diretora, que suspeita que Dae tenha escrito uma das tarefas de Yuri para ela. A mãe de Yuri retira o cartão de crédito dela, acabando com seus planos de viagem com Juliana, que desapareceu depois de ser vista abraçando Yuri pela empregada de sua casa. Kitty descobre que Q está apaixonado por um menino chamado Florian e os ajuda a se tornarem parceiros de laboratório na aula de química. Min Ho é grosso com Kitty durante a aula, e ela revela seu apelido "Poopy Baby (Bebê Cocô / Caquinha)" de um comercial no qual ele participou quando era bebê, fazendo todos rirem dele. Kitty está indo mal nas aulas e é designada a um tutor, que acaba sendo Dae. Yuri conta a Dae como Kitty divulgou o segredo de Min Ho, deixando-o decepcionado com Kitty e terminando o relacionamento. Ela pede para que ele devolva o colar da mãe dela (que ele estava usando), e ele afirma que seu relacionamento com Yuri é real. Uma pulseira de hospital de bebê de 1993 cai do diário de sua mãe, fazendo Kitty perceber que sua mãe teve um bebê quando era adolescente. |              |                           |                    |                                    |                    |
| 4 | 4            | "TGIF" "Sextou"           | Jeff Chan          | Emily Kim                          | 18 de maio de 2023 |
| Kitty é transferida para o dormitório feminino depois que Min Ho denuncia o erro de moradia. Sua nova colega de quarto é uma garota viciada em videogames e extremamente bagunceira. Kitty tenta se aproximar de Dae como amiga, compartilhando tudo o que descobriu recentemente sobre sua mãe. Ela entra no clube de atividades ao ar livre de Q para ter privacidade com Dae, mas Min Ho conta para Yuri, que também passa a participar. Ao tirar uma foto para Yuri, Kitty encontra o hospital que estava na pulseira do bebê. Ela consegue entrar na sala de registros do hospital e descobre que tem um meio-irmão que foi adotado por um casal australiano. Ela é pega pelo segurança, mas o professor Finnerty consegue tirar ela de lá. Eles conversam sobre a experiência dele sendo adotado, e Kitty começa a suspeitar que ele possa ser seu meio-irmão. Min Ho encontra um vídeo que a colega de quarto de Kitty postou on-line em que mostra Kitty dormindo, e os meninos incentivam-na a se mudar. Q sugere que ela volte a morar com eles, causando tensão entre Dae e Kitty. |              |                           |                    |                                    |                    |
| 5 | 5            | "TBH" "Sinceramente"      | Jennifer Arnold    | Sarah Choi                         | 18 de maio de 2023 |
| O Chuseok, Dia de Ação de Graças coreano, está acontecendo, período em que as pessoas vão para casa para passar tempo com a família. Kitty planeja um jantar com o professor Finnerty e outros expatriados para contar a ele que eles são parentes. Yuri questiona sua mãe sobre ela e a mãe de Kitty, Eve Song, serem amigas no tempo que estudavam na KISS, mas Jina nega ter sido próxima de Eve. Os pais de Yuri brigam porque seu pai viaja frequentemente a trabalho, então ela vai à casa de Dae para comemorar o feriado lá. Um mensageiro entrega a Yuri um pacote que Kitty enviou para Dae, contendo o colar que ela havia dado a ele originalmente, mas Yuri não entrega a encomenda a Dae. Para o jantar de Chuseok, Kitty prepara purê de batatas, sem saber que a intolerância à lactose é comum entre os asiáticos. Ela faz Min Ho perder o encontro com a popstar Lulu, mas organiza para que o encontro deles seja reagendado para a noite seguinte. Finnerty conta a Kitty que o professor Lee é seu pai, mas Lee não sabe disso. Yuri chega em casa e vê que sua mãe preparou comida para o Chuseok. Depois que Yuri vai dormir, Jina rasga uma página de um anuário de 1993 da KISS, onde ela e Eve aparecem juntas, e queima a página. |              |                           |                    |                                    |                    |
| 6 | 6            | "BYOB" "Traga sua bebida" | Jennifer Arnold    | Hanna Stanbridge & Chris Martin    | 18 de maio de 2023 |
| Min Ho tem um sonho erótico com Kitty, o que sugere que ele desenvolveu sentimentos por ela. Kitty fica chateada com Dae por ele não tê-la agradecido por devolver o colar, sem saber que foi Yuri quem o guardou. Kitty quer conversar com Lee, conhecê-lo melhor e apresentar Finnerty a Margot e Lara Jean, mas Finnerty lhe diz que nem todo mundo está no "Horário Kitty" e que seria melhor ela focar nos estudos. Q convida Kitty para a festa de Min Ho, onde ela está determinada a encontrar alguém novo para beijar. Yuri mente para a mãe, dizendo que vai sair com Dae, mas, na verdade, está tocando como DJ na festa de Min Ho. Kitty conhece um garoto chamado Geon, mas perde o interesse nele quando ele começa a falar mal de Yuri. Kitty fica bêbada e tenta enviar uma mensagem de texto para Finnerty, mas ela acidentalmente envia para Lee, que informa Jina sobre a festa. Jina rastreia Yuri pelo celular e percebe que ela mentiu para ela. Lee e Jina chegam para acabar com a festa. Dae confronta Yuri sobre o motivo de ela ter escondido o colar dele, mas antes que ela possa responder qualquer coisa, Lee para a música, encerrando a festa. Min Ho vê Dae e Kitty conversando, sem saber que Kitty havia terminado com ele, Min Ho acaba beijando Madison. Kitty tem um sonho erótico com Yuri, mostrando que desenvolveu sentimentos por ela. |              |                           |                    |                                    |                    |
| 7 | 7            | "TIL" "Lição do dia"      | Pamela Romanowsky  | Jessica O'Toole                    | 18 de maio de 2023 |
| Os alunos pegos na festa são punidos com detenção na escola no sábado, e Lee diz a todos que foi Kitty quem o informou sobre a festa. Yuri diz a Dae que tinha medo de ele deixar de ser seu amigo e a deixasse para ficar com Kitty, por isso não deu o colar a ele. Ela planeja devolver o colar para Kitty, mas ao descobrir que Kitty tem morado com Dae, Yuri decide usá-lo na detenção, o que gera atrito entre elas. Jina vê o colar e acredita que é dela, deixando claro para Kitty e Yuri que ela mentiu sobre seu relacionamento com Eve. Yuri procura o anuário de 1993 da KISS no escritório de sua mãe e descobre que Jina havia mandado Juliana embora. Yuri e Kitty procuram o anuário na casa de Lee, e Kitty encontra uma foto de Jina e Eve usando colares iguais, onde Jina está acima do peso, sugerindo que ela é a mãe biológica de Alex. Yuri chama os paparazzi e termina publicamente com Dae, mandando uma mensagem para sua mãe dizendo que nunca a perdoará pelo que fez com Juliana. Dae procura Kitty, na esperança de ficar com ela. |              |                           |                    |                                    |                    |
| 8 | 8            | "LFG" "Vamos nessa"       | Pamela Romanowsky  | Jessica O'Toole & Sascha Rothchild | 18 de maio de 2023 |
| Desde que reataram, Kitty e Dae só se beijam, o que a frustra, já que ela quer conversar sobre o relacionamento dele com Yuri, mas ele não quer, fazendo-a questionar se pode confiar nele. Os alunos viajam até um vilarejo afetado por inundações e ajudam a restaurar os arredores. O relacionamento de Q e Florian está em crise, pois os pais divorciados de Florian querem que ele se mude para a Grécia e para a França, respectivamente. Yuri finalmente conta a verdade para Kitty: que ela é gay e que Dae a ajudou a esconder o relacionamento. Com a ajuda de Margot, Kitty encontra Juliana e organiza uma chamada de FaceTime com Yuri. Dae prepara uma surpresa para Kitty, dizendo que a ama, e ela responde que também o ama. Min Ho percebe que quer um relacionamento, mas Madison não quer o mesmo, então eles terminam. Kitty conta para Yuri que tudo correu bem com Dae, mas assim que vê Yuri conversando com Juliana, percebe que não está feliz. |              |                           |                    |                                    |                    |
| 9 | 9            | "SNAFU" "Confusão"        | Katina Medina Mora | Sascha Rothchild                   | 18 de maio de 2023 |
| Jina está correndo, e Alex a encontra e lhe diz que é seu filho. Ela admite que, quando deu à luz, usou o nome de Eve no hospital. Jina conta para o marido, que lhe diz para pagar a Alex para que ele não revele a verdade. Yuri escuta a conversa e descobre que tem um meio-irmão. Ela se assume para a mãe e sai de casa, indo morar com Kitty e os meninos. Kitty precisa passar em todas as matérias, ou não poderá continuar na KISS. Todos ajudam ela a estudar e concordam em participar de um show de talentos, no qual Lee oferece créditos extras para as matérias em que têm notas mais baixas. Alex planeja deixar a KISS e nunca mais voltar, mas Kitty lhe diz para ficar, já que Yuri sabe que ela tem um meio-irmão e quer conhecê-lo. Kitty não contou a Yuri que Alex é seu meio-irmão, pois Alex pediu para ela não dizer nada. Min Ho e Dae desconfiam que Florian esteja traindo Q, mas descobrem que ele colou nas provas finais. Yuri oferece ensinar uma dança com leques para Kitty, que vai se apresentar no show de talentos, deixando Kitty nervosa por estar perto dela durante o ensaio. Antes da apresentação, Jina se aproxima de Yuri e lhe conta que Alex é seu meio-irmão, o que a choca. Jina diz que achava que Kitty já tinha contado, fazendo com que Yuri e Kitty discutam durante a performance. O vestido de Kitty pega fogo durante a apresentação por causa de alguns fogos de artifício que seriam usados em outra performance. Min Ho corre para o palco e a ajuda, enquanto Dae vê o jeito que Min Ho olha para Kitty e percebe que ele tem sentimentos por ela. Jina apresenta Yuri e Alex como irmãos e anda com eles. Kitty confessa a Dae que tem sentimentos por outra pessoa e, achando que ela está se referindo a Min Ho, ele sai com raiva para confrontá-lo. |              |                           |                    |                                    |                    |
| 10 | 10           | "OTP" "Mozão"             | Katina Medina Mora | Jessica O'Toole & Sascha Rothchild | 18 de maio de 2023 |
| Kitty diz a Dae que a outra pessoa de quem ela tem sentimentos é Yuri, o que o magoa e faz com que ele vá embora. Jina conta a Lee que Alex é seu filho e que não lhe contou para que ele não desistisse do seu sonho por causa dele. Os resultados da prova final são divulgados, e Kitty passou em todas as suas matérias, mas é expulsa ao ser descoberta morando no dormitório dos meninos. Kitty dá a Jina uma música que ela baixou achando que era para sua mãe, e Jina lhe entrega uma carta que Eve escreveu para ela, mas que nunca foi respondida. Florian é classificado em primeiro lugar nos resultados das provas por ter colado, colocando em risco a bolsa de Dae, que precisa estar em primeiro lugar, o que coloca Q em uma posição difícil. Kitty termina com Dae, dizendo que ele foi o primeiro garoto de quem ela se apaixonou, e ele lhe diz que também a amava. Yuri está no aeroporto esperando por Juliana, e Kitty está prestes a contar a ela como se sente, quando Juliana aparece, e Kitty sai discretamente. Yuri liga para sua mãe e diz que é um erro expulsar Kitty. Kitty lê a carta de sua mãe no avião e descobre que o primeiro amor de sua mãe foi alguém chamado Simon. Min Ho está sentado ao lado dela, viajando para ver sua mãe em Los Angeles, e ele confessa seus sentimentos por Kitty, deixando-a perplexa. |              |                           |                    |                                    |                    |

### 2.ª Temporada (2025)
| N.º na série | N.º na temp. | Título (no Brasil)                           | Dirigido por       | Escrito por                         | Exibição original     |
| --- | ------------ | -------------------------------------------- | ------------------ | ----------------------------------- | --------------------- |
| 1 | 11           | "K.I.S.S. Me Again" "Um beijo para a KISS"   | Katina Medina Mora | Jessica O'Toole                     | 16 de janeiro de 2025 |
| Kitty retorna para a KISS graças à intervenção de Yuri, e dessa vez ela está determinada a aproveitar ao máximo sua segunda chance. Decidida a deixar sua reputação caótica para trás, ela quer começar do zero. Enquanto isso, mudanças estão acontecendo na KISS: o professor Lee agora é o diretor, após o escândalo envolvendo a ex-diretora Lim. O escândalo também causou a perda de alguns alunos e doadores, o que torna o trabalho de Lee ainda mais desafiador. O grupo está reunido novamente, mas ainda há uma tensão entre Kitty e Min Ho por conta de como as coisas terminaram no semestre passado. Além disso, Dae continua apaixonado por Kitty e se culpa pelo desconforto entre ela e Min Ho. Por outro lado, Yuri e Juliana estão juntas novamente e surpreendem Kitty ao anunciar que irão dividir o mesmo quarto no dormitório. Kitty esperava conseguir um quarto só para ela e, ao ver Yuri, todas as emoções reprimidas voltam à tona. Ela percebe que terá que enfrentar o pesadelo de ver sua paixão, Yuri, vivendo momentos românticos com a namorada enquanto dividem o mesmo espaço. Nem mesmo a chegada de uma quarta colega de quarto, Stella, ajuda a situação. Sem escolha, Kitty pede ao diretor Lee para trocar de quarto, alegando que dividir o espaço com uma amiga será uma distração para sua nova meta de focar nos estudos. Ele promete analisar a situação. Kitty também aproveita para perguntar sobre Simon, um amigo de sua mãe. Lee menciona que Simon pode ser o homem que Eve seguiu para Seul e revela que Eve teve uma briga com os pais, especialmente com a mãe, que não queria que ela viajasse para a Coreia. Isso surpreende Kitty, que acreditava que sua mãe sempre se deu bem com sua avó. Enquanto isso, Yuri enfrenta problemas pessoais. Seus pais estão se divorciando, e sua mãe está em um retiro de bem-estar na Tailândia. Yuri convida o grupo para um churrasco para marcar o início do novo semestre. Inicialmente, Kitty tenta evitar o convite, mas sua desculpa esfarrapada não convence. O único ponto positivo do dia é que ela faz uma nova amiga, Praveena, durante a assembleia escolar. Ao mesmo tempo, Min Ho está se esforçando para evitar Kitty. Ele também está irritado com o presente que recebeu do pai, acreditando que foi enviado apenas para promover a ele uma imagem de "bom pai". Ele também descobre que seu pai é o novo investidor da escola. Graças à doação para o programa de Artes, o pai de Min Ho continuará presente na KISS, lançando um programa de artes performáticas. Ele é um grande empresário do ramo de talentos, e todos, exceto Min Ho, estão animados com a possibilidade de participar do projeto e alcançar a fama. Durante o churrasco, Dae pede para Kitty conversar com Min Ho, achando que é o responsável pela tensão entre eles. Min Ho age como se estivesse superando Kitty e diz que nunca foi algo sério. Ele afirma estar bem, mas questiona se Kitty poderia gostar dele, já que ela sorriu depois de sua declaração. Enquanto o jantar avança, Yuri faz um discurso emocionante sobre como está feliz por ter criado uma segunda família na KISS. O discurso faz Kitty mudar de ideia sobre trocar de quarto. Ela tenta se convencer de que pode ser apenas amiga de Yuri. Quando Kitty confessa a Yuri que é bissexual, ela a apoia e compartilha que seus pais não foram receptivos quando ela se assumiu. Depois do churrasco, Kitty faz uma videochamada com a avó. Infelizmente, a avó desliga na cara de Kitty quando ela menciona a mudança de Eve para a Coreia. Após a ligação, Kitty fica ainda mais curiosa para descobrir o que sua avó está escondendo. Stella chega até Kitty e alega demonstrar interesse em Min Ho, pedindo para Kitty compartilhar o número dele com ela. No entanto, uma ligação que Stella recebe sugere que ela pode não ser quem diz ser. Kitty decide se concentrar nos estudos e aprender mais sobre sua mãe. Ela espera conseguir um namoro sem drama e deixar Yuri no passado. Seguindo o conselho de Lara Jean, Kitty escreve uma carta detalhando seus sentimentos por Yuri, na esperança de que isso a ajude a superar sua paixão. Ela quer que a carta seja um "ancoradouro" para evitar criar mais caos em sua vida. |              |                                              |                    |                                     |                       |
| 2 | 12           | "Never Been Kissed" "Nunca fui beijada"      | Katina Medina Mora | Siobhan Vivian                      | 16 de janeiro de 2025 |
| Kitty começa a se interessar romanticamente por Praveena, mas a noite termina terrivelmente mal quando Praveena descobre que Kitty tem sentimentos por Yuri. Juliana, ciente da paixão de Kitty por Yuri, usa um dos conselhos de Kitty como se fosse seu ao perceber que Yina e Yuri não estão se falando. Yina inicialmente apoiou Yuri ao se assumir, mas proibiu que ela compartilhasse isso com outros membros da família. Kitty descobre por Yina que Simon não era o primeiro amor de sua mãe, mas, na verdade, seu primo. Enquanto isso, Q é enganado por Jin, seu rival no atletismo, que ele acaba dormindo na noite passada, e, embora consiga chegar a tempo na competição (com Kitty fingindo um desmaio na pista como distração), ele acaba perdendo para Jin. Durante uma conversa com Q, Kitty menciona o relacionamento de Yuri e Juliana, e o professor Lee escuta a conversa. Ele então avisa que uma delas terá que sair do dormitório. Min Ho, inicialmente achando Stella entediante após o primeiro encontro, muda de ideia ao ouvir como ela enfrentou seu pai, defendendo-o e mostrando apoio a ele. Isso o faz enxergá-la de uma forma diferente, e ele a beija. |              |                                              |                    |                                     |                       |
| 13 | 3            | "New Year’s Kiss" "Beijo no Ano Novo Lunar"  | Steven Tsuchida    | Sarah Choi                          | 16 de janeiro de 2025 |
| A tensão entre Kitty e Juliana começa quando Kitty acidentalmente revela o relacionamento delas, o que levou Yuri a voltar a morar com sua mãe. Juliana conta para Yuri que foi ideia de Kitty que ela se aproximasse da mãe. Juliana fica chateada quando Yuri chega atrasada à exposição de suas pinturas porque estava passando tempo com Kitty. Durante o Seollal, o pai de Min Ho organiza um show de talentos, oferecendo um prêmio em dinheiro para o vencedor. Min Ho incentiva Dae a participar, e ele encontra uma garota chamada Eunice para ajudá-lo a dançar. Os dois acabam gostando um do outro. Kitty e Praveena pedem a ajuda de Min Ho para um roubo, pois Kitty quer abrir uma cápsula do tempo na qual sua mãe participou para descobrir mais sobre ela. A cápsula contém uma fita de vídeo que Kitty assiste junto com Yuri, mostrando Eva e Yina juntas. Kitty descobre que Eva e Simon estavam planejando ajudar suas respectivas mães a se reconciliar. Inspirada, Kitty decide procurar por sua família depois da viagem de esqui e convida Yuri para ir com ela. As duas se beijam, mas Min Ho entra na sala e as flagra. |              |                                              |                    |                                     |                       |
| 14 | 4            | "Kiss and Tell" "Beijo e segredos revelados" | Steven Tsuchida    | Alanna Bennett                      | 16 de janeiro de 2025 |
| O pai de Min Ho não aparece para a viagem de esqui, pois Joon Ho, o filho mais velho, está em Seul. Q secretamente convida Jin para a viagem e faz ele fazer as pazes com Min Ho e Dae. Yuri pede para Kitty não contar a ninguém sobre o beijo delas, pois ainda ama Juliana. A carta que Kitty escreveu para Yuri é encontrada por Eunice e lida por todos, causando o término entre Yuri e Juliana, assim como entre Praveena e Kitty. Kitty entra na jacuzzi para chorar, e Min Ho se junta a ela para consolá-la, o que causa atrito com Stella, que os vê juntos. Kitty descobre por Jin que Stella estava procurando algo nas gavetas e que foi ela quem pegou sua carta. Min Ho confessa a Stella que teve sentimentos por Kitty. Dae ouve a conversa, fica magoado e rompe a amizade com Min Ho. |              |                                              |                    |                                     |                       |
| 15 | 5            | "Kissing Cousins" "Beijo de primas"          | Anna Mastro        | George Northy                       | 16 de janeiro de 2025 |
| Kitty está sendo ignorada por Yuri, Juliana e Praveena. Ela suspeita que Stella esteja tramando algo após pegar sua carta e pede a Q para investigá-la, além de pedir que ele converse com Juliana para tentar fazer as pazes com ela. Depois que Juliana e Q encontram Stella do lado de fora de um cybercafé, Juliana admite que Stella é estranha e que pode estar conspirando algo. Kitty visita seus parentes com Min Ho, mas é expulsa por sua tia-avó ao revelar quem ela é. Yuri, após conversar com seu meio-irmão, entende que precisa dar espaço para Juliana e parar de insistir na relação. Uma conta no Instagram chamada "MoonLeaks" surge e viraliza informações escandalosas sobre o pai de Min Ho. Dae pede a Min Ho para levá-lo ao hospital, pois seu pai sofreu um acidente de carro. |              |                                              |                    |                                     |                       |
| 16 | 6            | "Kiss and Make Up" "Fazendo as pazes"        | Anna Mastro        | Nina Kim                            | 16 de janeiro de 2025 |
| Peter Kavinsky chega à Coreia para um evento de lacrosse e entrega a Kitty algumas cartas encontradas por Lara Jean entre Simon e Eve. Por meio dessas cartas, Kitty descobre que, quando ela tinha três anos, sua mãe planejava levá-la para a Coreia para se reconciliar com a família, mas a viagem nunca aconteceu devido à morte de sua mãe. Após o escândalo da MoonLeaks, Moon anuncia planos para um evento maior, onde o vencedor receberá um contrato, mas apenas apresentações solo serão permitidas, o que significa que Dae e Eunice terão que competir um contra o outro. Min Ho descobre que seu meio-irmão mais velho, Joon Ho, engravidou uma garota, o que explica por que seu pai perdeu o Seollal com ele. Min Ho decide ajudar Dae na competição, e eles fazem as pazes. Yuri conversa com Jiwon, que a encoraja a enviar uma mensagem para Kitty. Jin acaba torcendo o tornozelo, e Q o substitui na competição de atletismo, vencendo a corrida. Kitty conversa com Min Ho e revela que Stella é, na verdade, Esther Shim, uma garota que uma vez fez uma audição para o Young Stars e foi rejeitada por não ter a aparência "ideal". Isso a tornou viral, e ela foi alvo de muitos memes e zombarias. Min Ho, no entanto, se recusa a acreditar nela, acusando Kitty de estar tentando arruinar sua amizade com Stella após já ter partido seu coração. Peter reforça a Kitty que ela deve confiar em si mesma, lembrando que seu envolvimento o ajudou a ficar com Lara Jean. Stella é ouvida escutando uma conversa entre Min Ho e seu pai, graças a um microfone escondido em um relógio que ela fez Min Ho dar de presente ao pai. Ela sorri ao ouvir que o escândalo de Joon Ho poderia arruinar a empresa da família. |              |                                              |                    |                                     |                       |
| 17 | 7            | "Kiss of Death" "Sentença de morte"          | Sherwin Shilati    | Raul Martin Romero & Siobhan Vivian | 16 de janeiro de 2025 |
| Moon anuncia que o vencedor da competição será o ato de abertura para Joon Ho, e Stella pede a Min Ho para dar a ela uma chance, mesmo com as inscrições já fechadas. Yuri lembra Dae que, apesar de ele gostar de Eunice, ele precisa ganhar pela honra de seu pai. Kitty sonha com Min Ho e, mesmo negando, percebe que tem sentimentos por ele. Ela se reencontra com Jiwon, e consegue encontrar sua tia-avó no mercado, com Min Ho chegando para apoiá-la e ajudá-la. Kitty mostra as cartas entre Simon e Eve, e ela explica que a briga entre as irmãs aconteceu quando a avó de Kitty se recusou a se casar com o homem escolhido pelos pais dela e, em vez disso, se casou com o avô de Kitty, o que fez com que sua irmã contasse aos pais, levando-a a ser deserdada e perdendo o contato com a irmã, até que ela planejou viajar para a Coreia com Eve. Eunice e Dae terminam o namoro à medida que a competição os afasta. Kitty compartilha uma dança com Min Ho, agradecendo-lhe pela ajuda e pedindo desculpas pelo que disse sobre Stella. Min Ho percebe que Kitty estava certa sobre Stella quando ela chega com um visual novo, dizendo que precisava de uma nova aparência, e se lembrando do que Stella disse durante sua audição, que a beleza deveria vir de dentro. Stella ameaça Min Ho, não apenas a divulgar publicamente sobre o irmão dele ter engravidado a dançarina, mas também a acusar falsamente Kitty na conta da MoonLeaks, plantando a informação em seu laptop. Kitty percebe que se apaixonou por Min Ho. |              |                                              |                    |                                     |                       |
| 18 | 8            | "Sealed with a Kiss" "Hora errada"           | Sherwin Shilati    | Valentina Garza                     | 16 de janeiro de 2025 |
| Margot liga para Kitty e compartilha com ela e Jiwon que a avó delas aceitou fazer as pazes e está comprando passagens para elas voarem para a Coreia. Na competição, Min Ho conta a verdade sobre Stella para seu pai, explicando como ela está chantageando-os, ameaçando revelar a verdade sobre Joon Ho, a menos que ela vença. Stella sabota os outros concorrentes, fazendo os saltos de Eunice quebrarem durante sua apresentação e fazendo os dançarinos de Dae passarem mal com bebidas adulteradas, além de sabotar a trilha sonora dele. Kitty entra em ação, convencendo o diretor Lee a tocar violão e o grupo a se apresentar como dançarinos. Jin revela a Q que ele forjou sua lesão no pé, e Q conta a ele sobre sua aceitação no campo de treinamento de verão da USC. A apresentação de Stella é cancelada, e Joon Ho sobe ao palco para pedir Eunji em casamento, compartilhando a notícia de que ela está grávida. Moon pede desculpas a Stella antes de escoltá-la e mandá-la de volta para Ohio. Eunice vence a competição, o que decepciona Dae, que queria ganhar o prêmio em dinheiro, mas seu pai lhe garante que tudo ficará bem. Praveena e Juliana agora são um casal, o que entristece Yuri, que queria se reconciliar com Juliana, e descobre que ela está falida após uma ação coletiva ter sido movida contra seu pai. O voo que Margot e a avó de Kitty haviam reservado é cancelado, mas Min Ho oferece seu jatinho particular e a avó de Kitty se reúne com sua irmã, fazendo as pazes. Margot diz a Kitty que ela é como a mãe delas, e que ela ficaria muito orgulhosa. A bolsa de estudos de Kitty é renovada devido ao apoio que a escola recebeu após a apresentação, e ela poderá voltar no próximo ano letivo. Kitty planeja confessar seus sentimentos para Min Ho, mas antes que ela tenha a chance, ele revela seus planos de se juntar à turnê do irmão com o pai. Ela pergunta se pode acompanhá-lo, e ele aceita. |              |                                              |                    |                                     |                       |

## Produção
Em março de 2021, foi anunciado que um spin-off de To All the Boys estava em desenvolvimento, com episódios de meia hora no formato de comédia romântica. A série foi desenvolvida como um exclusivo da Netflix, em parceria com Awesomeness e ACE Entertainment. A autora dos livros, Jenny Han, foi confirmada como criadora, roteirista e produtora executiva, além de ter escrito o roteiro do episódio piloto junto com Siobhan Vivian. Anna Cathcart também foi escalada para reprisar seu papel como Kitty Song Covey. Seis meses depois, a Netflix encomendou dez episódios e revelou outros membros da equipe. Sascha Rothchild e Matt Kaplan se juntaram a Han como produtores executivos, com Rothchild atuando como showrunner ao lado de Han. Em 5 de abril de 2022, Choi Min-yeong, Anthony Keyvan, Gia Kim, Sang Heon Lee, Peter Thurnwald e Regan Aliyah foram escalados como personagens regulares da série, enquanto Yunjin Kim, Michael K. Lee e Jocelyn Shelfo se juntaram ao elenco em papéis recorrentes. Nessa data, a produção já havia começado em Seul. Gia Kim e Sang Heon Lee, que interpretam Yuri e Min Ho, respectivamente, são irmãos na vida real.
Em 14 de junho de 2023, a Netflix renovou a série para uma segunda temporada. Em 25 de abril de 2024, foi anunciado que a produção da segunda temporada havia começado em Seul, sendo lançada em 16 de janeiro de 2025.

## Lançamento
XO, Kitty foi lançado na Netflix em 18 de maio de 2023. A segunda temporada foi lançada em 16 de janeiro de 2025.

## Recepção

### Resposta da crítica
Na primeira temporada, o site agregador de críticas Rotten Tomatoes registrou uma aprovação de 81%, com uma classificação média de 5,8/10, baseada em 27 avaliações de críticos. O consenso dos críticos no site diz: "Uma extensão modesta e fofa de todos os filmes que os fãs já amaram, XO, Kitty mira direto no coração e acerta o alvo." O Metacritic, que utiliza uma média ponderada, atribuiu uma pontuação de 68 de 100, com base em oito críticas, indicando "avaliações geralmente favoráveis".
A segunda temporada possui uma aprovação de 80% no Rotten Tomatoes, com base em 10 avaliações de críticos e uma classficação média de 6,4/10. No Metacritic, a temporada recebeu uma pontuação média ponderada de 68 de 100, baseada em 4 críticas, indicando "avaliações geralmente favoráveis".

### Controvérsia
Embora a série tenha tido uma alta audiência na Netflix em mais de 50 países, recebeu pouca atenção na Coreia do Sul, onde a história se passa. Um dos motivos apontados para isso foi o sucesso global da mídia sul-coreana, que fez com que o público local não se interessasse tanto pela forma como o país é retratado em produções estrangeiras. Outra explicação foi a preferência dos sul-coreanos por séries de suspense e ação, que são mais populares do que produções de romance no país.